# Ньюфаундлендский волк
Ньюфаундлендский волк (лат. Canis lupus beothucus) — вымерший подвид серого волка. Ареал охватывал остров Ньюфаундленд и восточный берег Канады. По описаниям, это был крупный белый волк с чёрной полосой вдоль позвоночника.
В настоящее время экологическая ниша ньюфаундлендского волка занята койотами.

## История
Европейские поселенцы рассматривали волка как убийцу рогатого скота, поэтому они начали кампанию истребления волков с целью полностью уничтожить популяцию волка на острове. 14 сентября 1839 года колониальное правительство объявило вознаграждение в размере пяти фунтов за убитую особь. В результате отстрел, установка капканов и энергичные методы контроля за хищниками способствовали быстрому сокращению количества волков на Ньюфаундленде. Одновременно с этим, на острове уменьшилась популяция оленей-карибу, одного из главных объектов охоты волков. В 1911 году последний дикий волк был застрелен, хотя официальное исчезновение датируется 1930 годом.
Подвид не был формально описан до своего исчезновения. В результате для научного названия вымершего подвида использовано слово Беотук — так именовались исчезнувшие коренные жители Ньюфаундленда.